# Famille Cossé
Cette page explique l’histoire ou répertorie les différents membres de la famille Cossé.
Pour les articles homonymes, voir Cossé.
La famille Cossé de Nantes est une famille dont les membres ont joué un rôle important dans l'industrie de cette ville au XIXe siècle et au XXe siècle. Son nom est attaché au sucre Cossé-Duval et à la Biscuiterie nantaise (BN).

## André Cossé (1806-1858)
Né le 17 février 1806 à Angers d'André Pierre François Cossé, négociant en étoffes, et de Julie Marie Lheureux du Coudray, il s'installe à Nantes et fonde la raffinerie Cossé-Duval, la première candisserie, rue des Olivettes à Nantes.
Il acquiert le château du Petit Plessis à Sainte-Luce-sur-Loire en 1855. Il était également propriétaire d'un hôtel particulier au 17 boulevard Delorme (actuel Boulevard Gabriel-Guist'hau).
Il est mort le 17 mars 1858 au 1 rue Daubenton à Nantes. Il est inhumé au cimetière Miséricorde.
Marié avec Aimée Victoire Duval, fille de Louis Victor Duval, fabricant de sucre et confiseur, et de Louise Aimée Audebert, il est le père d'Émile, de Victor Marie, Dominique et Aristide Marie.

## Victor Cossé (1831-1903)

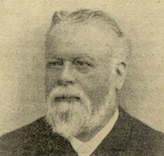
Victor Cossé

Né le 1er octobre 1831 à Nantes, Victor Marie Cossé devient industriel raffineur de sucre à Nantes, associé-gérant de Cossé-Duval. Il est médaillé aux expositions de Paris 1889, Moscou 1891, Chicago 1893, Bordeaux 1895. Il est fait chevalier de la Légion d'honneur en 1897 par le président Félix Faure lors de son passage à Nantes.
Il est membre de la Chambre de commerce de Nantes, du comité départementale de l'Exposition universelle de Paris de 1889.
Il encourage et aide Charles-Auguste Lebourg.
Il épouse en 1860 Marie-Louise Ceineray, fille du notaire nantais Théophile Ceineray, maire de Vigneux-de-Bretagne, et de Lucille Crucy. Elle était l'arrière petite-fille de Jean-Baptiste Ceineray et la nièce de Mathurin Crucy. Ils seront les parents d'André (1865-1955).
Il meurt le 27 juin 1903.

## Dominique Cossé (1832-1892)
Dominique Louis Cossé est un industriel raffineur de sucre, associé-gérant de Cossé-Duval.
Il se fait construire le château de la Morinais à Pleucadeuc vers 1870.
Il signe en 1889 l'affiche bretonne du comité conservateur de Nantes, pour le 6e canton.
Il est membre de la Société des agriculteurs de France.
Il épouse en 1861 à Lucile Ceineray, fille du notaire nantais Théophile Ceineray, maire de Vigneux-de-Bretagne, et de Lucille Crucy. Elle était l'arrière petite-fille de Jean-Baptiste Ceineray et la nièce de Mathurin Crucy. Ils seront les parents de Emilien René Dominique (1863-1937), époux de Jeanne Arnaud ; Isabelle Marie (1864-1927), épouse de Jean Marie Robert Marc (1853-1910), armateur à Nantes ; Pierre (1866-1947) ; Maurice (1868-1939), époux de Marcelle Galot, fille de Jules Galot ; Paul Marie Joseph (1872-1941), époux de Yvonne Marc (1879-1962) ; Dominique Louis (1875-1962), époux de Marie-Thérèse Galot, fille de Jules Galot.
Il meurt à Nantes le 14 juin 1892.

## André Cossé (1865-1955)
Il est ingénieur des arts et manufactures.
Il est le grand-père de Yannick Moreau.

## Pierre Cossé (1866-1947)

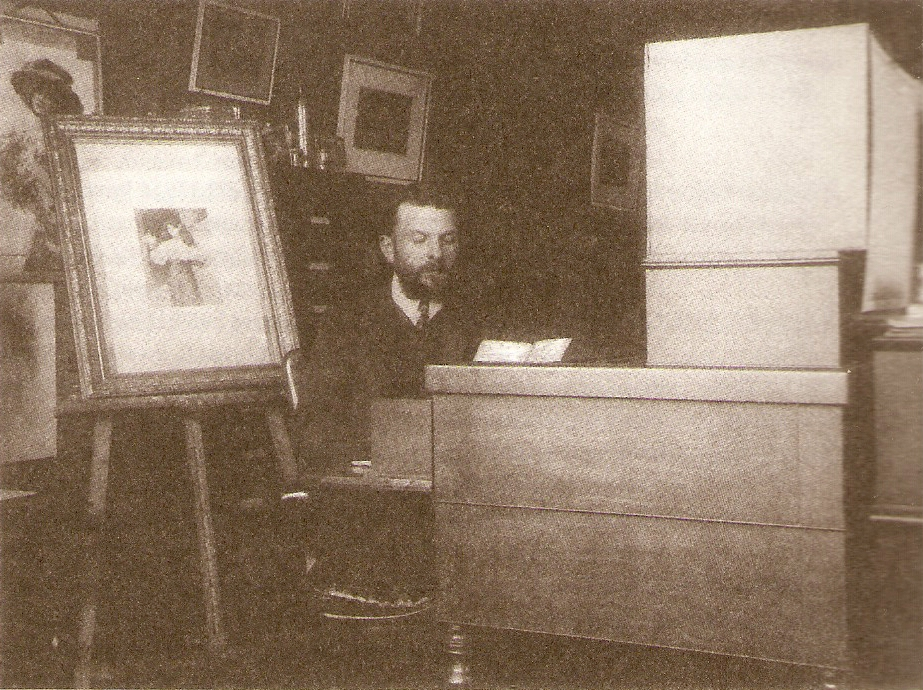
Photographie de Pierre Cossé.

Né le 27 janvier 1866 à Nantes de Dominique (1832-1892) et de Lucile Françoise Ceineray (1835-1917), il est destiné à prendre la succession de son père au sein de la société Cossé-Duval, mais en est écarté à la suite d'un conflit familial en 1892.
Il décide alors de se lancer dans les biscuiteries industrielles. Cofondateur de la Biscuiterie nantaise (BN), il en est seul à la tête en 1902.
Il était proche de l'Action française.
Marié à Marguerite Thomas, il est le père de Lionel (1894-1916), mort pour la France ; Michel (1895-1944), époux d'Anne Desgrées du Loû ; Jacques (1896-1918), mort pour la France ; Simon Pierre (1898-1977) ; Georges (1901-1983).
Il est mort le 30 août 1947 à Vannes.

## Simon Pierre Cossé (1898-1977)
Né le 9 juin 1898 à Nantes de Pierre Cossé (1866-1947) et de Marguerite Thomas
Il est prêtre missionnaire, père de la Société des missions africaines et fondateur de la paroisse Saint-Louis de Tabou.
Il est décoré de la croix de guerre 39-45 et de la croix du combattant, ainsi qu'officier de l'ordre national de la Côte-d'Ivoire.
Il meurt le 11 juillet 1977, à La Croix-Valmer.

## Georges Cossé (1901-1983)
Né le 22 avril 1901 à Nantes de Pierre Cossé (1866-1947) et de Marguerite Thomas, il devient industriel.
Il succède à son père en tant que président-directeur général de la Biscuiterie nantaise (BN). Il siège aux conseils d'administration notamment de Dubigeon et de la Société nouvelle de Biscuiterie.
Vice-président de la Chambre de commerce de Nantes et membre de l'Office patronal de la Loire-Inférieure, il est président de l'union intersyndicale des industries françaises de biscuiterie, biscotterie, entremets et desserts instantanés, aliments diététiques et de régime.
Il est officier de la Légion d'honneur.
Époux de Marie-Thérèse Blot, fille d'Edmond Blot, officier de marine et sous-directeur au ministère de la Marine, et d'Andrée Riom, il est le père de Lionel et de Pierre-Yves.
Il meurt le 3 décembre 1983 à Nantes.

## Raymond Cossé (1916-2008)
Né le 11 juillet 1916 à Paris, diplômé de l'École navale et de l'École supérieure de guerre navale, il est capitaine de frégate.
Il est officier de la Légion d'honneur, et reçoit la croix de guerre 1939-1945, croix de guerre TOE et la médaille des évadés.
Il meurt le 26 septembre 2008.

## Jacques Cossé (1925-2004)
Né le 16 décembre 1925 à Nantes de l'industriel Michel Cossé et d'Anne Desgrées du Loû, il sort diplômé de la Faculté de droit de Paris et de l'Institut d'études politiques de Paris.
Il est attaché de direction de la Biscuiterie nantaise (BN) à Nantes en 1948. Il devient directeur général de la Société nouvelle de biscuiterie à Compiègne en 1957, de Cérébos en 1964, président-directeur général de la Société des salines Cérébos (anciennes Salines de Dombasle), de Cérébos alimentaire, d'Orogil et de Petrosynthèse, directeur à Rhône-Progil.

## Lionel Cossé (1927-2015)
Né le 9 février 1927 à Nantes de Georges Cossé (1901-1983), il épouse Claude Mesguen, arrière-petite-fille du sénateur Henri Guérin, puis Christine Romefort (veuve de Louis de Faucigny-Lucinge et Coligny).
Après des études au collège Stanislas et au lycée Louis-le-Grand, il sort ingénieur civil des ponts et chaussées et deuxième de l'Institut de contrôle de gestion.
Il entre en 1952 comme ingénieur à la Société de construction des Batignolles, avant de rejoindre en 1954 l'entreprise familiale Biscuiterie nantaise (BN), dont il devient directeur général en 1968, puis président-directeur général de 1971 à 1990. Il occupe également les fonctions de vice-président de General Mills de 1971 à 1990 et de directeur général puis président de General Mills Europe.
Durant les années 1970 et 1980, il assure la vice-présidence de la Chambre de commerce et d'industrie de Nantes.
Il prend la présidence de l'École supérieure de commerce de Nantes (future Audencia) en 1988, de l'École supérieur de commerce et d'administration des entreprises (ESCAE) entre 1977 et 1994 et de l'ASFO de Loire-Atlantique.
Président d'Unibrem de 1976 à 1988 et des Industries de la biscuiterie, il est président de l'Union patronale de Loire-Atlantique de 1989 à 1995, puis du Medef Pays de la Loire de 1995 à 2001.
De 1986 à 1998, il est conseiller régional des Pays de la Loire.
Lionel Cossé était officier de la Légion d'honneur et chevalier de l'ordre national du mérite.
Il décède le 26 août 2015 à Nantes.

## Yves Cossé
Il est historien.

## Marie-Laure Cossé (1955), épouse Le Pomellec
Elle est conseillère municipale de Nantes (UMP) de 2008 à 2014 puis de 2019 à 2020. Elle est administratrice de la Société des amis du musée des Beaux-Arts de Nantes.

## Galerie

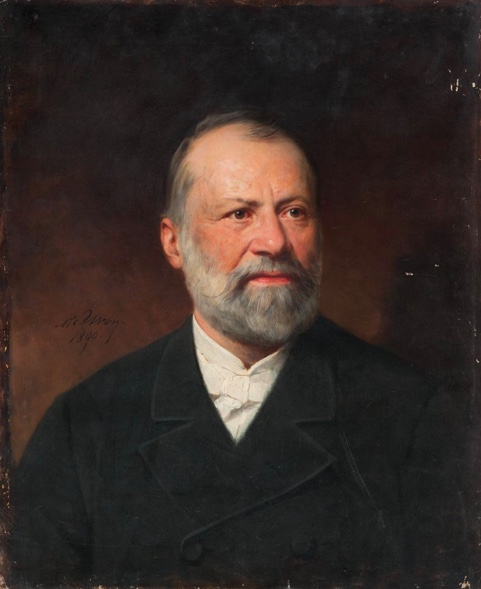
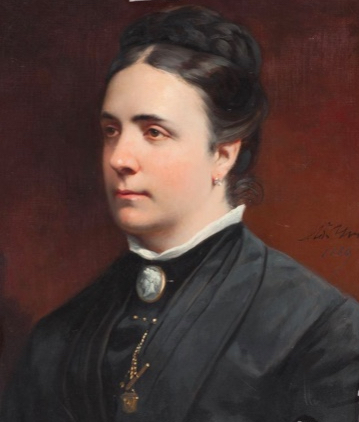
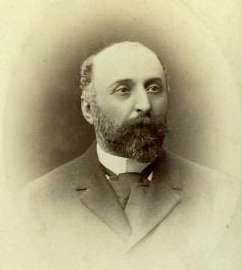
Aristide Cossé